# Miroslav Barto
Miroslav Barto (4. srpna 1958 – 22. dubna 1978) byl slovenský fotbalista, záložník. Zemřel v devatenácti letech po dvojnásobné operaci neprůchodnosti střev. Do nemocnice byl odvezen po přátelském utkání Slovanu CHZJD s Vítkovicemi.

## Fotbalová kariéra
V československé lize hrál za Slovan Bratislava. Nastoupil ve 37 ligových utkáních a dal 1 ligový gól. V Poháru UEFA nastoupil ve 3 utkáních a dal 1 gól. Reprezentoval Československo v týmu do 21 let.

## Ligová bilance
| Ročník                                   | Zápasy | Góly | Klub                    |
| ---------------------------------------- | ------ | ---- | ----------------------- |
| 1. československá fotbalová liga 1976/77 | 22     | 1    | Slovan CHZJD Bratislava |
| 1. československá fotbalová liga 1977/78 | 15     | 0    | Slovan CHZJD Bratislava |
| CELKEM                                   | 37     | 1    |                         |